# العلاقات الإريترية النيبالية
العلاقات الإريترية النيبالية هي العلاقات الثنائية التي تجمع بين إريتريا ونيبال.

## مقارنة بين البلدين
هذه مقارنة عامة ومرجعية للدولتين:
| وجه المقارنة                                              | إريتريا                                      | نيبال                             |
| --------------------------------------------------------- | -------------------------------------------- | --------------------------------- |
| المساحة (كم2)                                             | 117.60 ألف                                   | 147.18 ألف                        |
| عدد السكان (نسمة)                                         | 6.33 مليون                                   | 29.40 مليون                       |
| الكثافة السكانية (ن./كم²)                                 | 53.83                                        | 199.76                            |
| العاصمة                                                   | أسمرة                                        | كاتماندو                          |
| اللغة الرسمية                                             | اللغة التغرينية، اللغة العربية، لغة إنجليزية | اللغة النيبالية                   |
| العملة                                                    | ناكفا                                        | روبية نيبالية                     |
| الناتج المحلي الإجمالي (بليون دولار)                      | 2.61 مليار                                   | 24.47 مليار                       |
| الناتج المحلي الإجمالي (تعادل القوة الشرائية) بليون دولار |                                              | 70.20 مليار                       |
| الناتج المحلي الإجمالي الاسمي للفرد دولار أمريكي          |                                              | 743                               |
| الناتج المحلي الإجمالي للفرد دولار أمريكي                 |                                              | 2.37 ألف                          |
| مؤشر التنمية البشرية                                      | 0.391                                        | 0.548                             |
| رمز المكالمات الدولي                                      | +291                                         | +977                              |
| رمز الإنترنت                                              | .er                                          | .np                               |
| المنطقة الزمنية                                           | ت ع م+03:00                                  | UTC+05:45، التوقيت الموحد لنيبال ‏ |

## منظمات دولية مشتركة
يشترك البلدان في عضوية مجموعة من المنظمات الدولية، منها:
| علم المنظمة | اسم المنظمة                        | تاريخ انضمام إريتريا | تاريخ انضمام نيبال |
| ----------- | ---------------------------------- | -------------------- | ------------------ |
|             | مؤسسة التمويل الدولية              | 11 أكتوبر 1995       | 7 يناير 1966       |
|             | منظمة حظر الأسلحة الكيميائية       | ?                    | ?                  |
|             | يونسكو                             | 2 سبتمبر 1993        | 1 مايو 1953        |
|             | الأمم المتحدة                      | 28 مايو 1993         | 14 ديسمبر 1955     |
|             | منظمة الشرطة الجنائية الدولية      | ?                    | ?                  |
|             | البنك الدولي للإنشاء والتعمير      | 6 يوليو 1994         | 6 سبتمبر 1961      |
|             | الاتحاد البريدي العالمي            | ?                    | ?                  |
|             | مؤسسة التنمية الدولية              | 6 يوليو 1994         | 6 مارس 1963        |
|             | وكالة ضمان الاستثمار متعدد الأطراف | 10 سبتمبر 1996       | 9 فبراير 1994      |

## وصلات خارجية
- موقع وزارة الخارجية النيبالية